# Teresa Pizarro Beleza
Teresa Pizarro Beleza, también conocida como Maria Teresa Couceiro Pizarro Beleza, (Oporto, 23 de agosto de 1951) fue la primera mujer en dirigir la Facultad de Derecho de la Universidad Nueva de Lisboa, entre 2009 y 2018. Feminista y activista en defensa de la igualdad de género, en la lucha contra la discriminación por orientación sexual, en defensa del derecho al aborto legal ya la muerte asistida.

## Biografía
Maria Teresa Couceiro Pizarro Beleza, hija de Maria dos Prazeres Teclancarote Couceiro da Costa y José Júlio Pizarro Beleza, nació el 23 de agosto de 1951, en Oporto. Teresa Beleza es hermana de Leonor Beleza, presidenta de la Fundación Champalimaud y exministra de Salud, y de Maria dos Prazeres Beleza, vicepresidenta de la Corte Suprema de Justicia.
Teresa Beleza es Licenciada en Derecho por la Facultad de Derecho de la Universidad de Coimbra, Máster en Criminología por la Universidad de Cambridge (Inglaterra) y Doctora en Derecho —Ciencias Jurídicas, área de Derecho Penal— por la Facultad de Derecho de la Universidad de Lisboa. Teresa Beleza fue, como estudiante de maestría y doctorado, becaria de la Fundación Calouste Gulbenkian y del antiguo Instituto Nacional de Investigaciones Científicas, ahora Fundación para la Ciencia y la Tecnología.
En 1998, Teresa Beleza se unió a la Facultad de Derecho de la Universidad Nueva de Lisboa y luego se convirtió en catedrática de esta institución. En 2009, Teresa Beleza fue elegida la primera mujer directora de esta Facultad, permaneciendo en el cargo por dos mandatos, hasta 2018 . En esta facultad, Teresa Beleza también ocupó el cargo de presidenta del Consejo Pedagógico y también fue responsable del Programa Erasmus y del Programa de Doctorado en Derecho.
Teresa Beleza creó la disciplina de Derecho de la Mujer e Igualdad Social, introducida en la lista de asignaturas optativas de la licenciatura en Derecho que empezó a impartir en 1998.
En 2014, se unió a varios colegas de otras facultades de la Universidade Nueva para construir un doctorado en Estudios de Globalización. El doctorado fue financiado por la FCT de la Universidad de Coimbra y comenzó en octubre de 2015. En 2018 asumió la coordinación del Doctorado en Estudios de Género, junto con Anália Torres (ISCSP) y Manuel Lisboa (Nova- FCSH de la Universidad Nueva de Lisboa).
Teresa Beleza también dirige ANTÍGONA - Clínica para la Igualdad y la Discriminación, fundada en la Facultad de Derecho de la Universidad Nueva de Lisoba.
Desde 2002, Teresa Beleza representa a la Universidad Nueva de Lisboa en el Centro Interuniversitario Europeo, con sede en el Lido de Venecia, una red de 41 universidades europeas especializadas en docencia, formación e investigación en las áreas de Derechos Humanos y Democracia, y desde 2008 ha formado parte del respectivo Consejo de Administración. 
Teresa Beleza fue miembro del Consejo Superior del Ministerio Público, por designación del Ministro de Justicia, entre diciembre de 1995 y diciembre de 1999. Elegida por referencia de Portugal al Comité Europeo para la Prevención de la Tortura (CPT del Consejo de Europa por un período de cuatro años, entre 1999 y 2003, realizando misiones de inspección de las condiciones de detención bajo autoridad pública en varios países, bajo la Convención Europea para la Prevención de la Tortura y de las Penas o Tratos Inhumanos o Degradantes (1987). También participó por parte de la Unión Europea en los Diálogos sobre Derechos Humanos con la República Popular China y la República Islámica de Irán.
En 2020, Teresa Beleza fue una de las firmantes del Manifiesto para mantener la asignatura de Ciudadanía y Desarrollo como obligatoria en el 2° y 3° ciclo de Educación Básica. En esta asignatura se imparten temas como la educación para la salud y la sexualidad, el voluntariado, la igualdad de género o la seguridad vial.

## Reconocimientos
Son varios los reconocimientos que ha obtenido Teresa Beleza:
- 2021 - Premio María Barroso 2020/2021.[11]
- 2018 - Ponente en la Celebración del 70 aniversario de la Declaración Universal de los Derechos Humanos organizada en la Asamblea de la República de Portugal. En esta sesión, además de los Presidentes de la República y de la Asamblea de la República, también intervino Vital Moreira.
- 1996 - Gran Oficial de la Orden del Infante, Presidente de la República Portuguesa. (GO el 04/03/1996)[12]
- 1993 - Mujer del Año, Movimiento Democrático de Mujeres.
- 1993 - Premio Especial, Procópio.
- 1993 - Miembro de Honor de la Asociación Portuguesa de Mujeres Abogadas .
- 1967 - Premio D. Diniz, Sociedad Central de Cervezas